# 小松幹
小松 幹（こまつ もとき / かん（通称）、1914年（大正3年）9月9日 – 1990年（平成2年）8月11日）は、昭和期の教育者、労働運動家、政治家。衆議院議員。

## 経歴
大分県速見郡日出町で生まれる。1938年（昭和13年）大分県師範学校専攻科を卒業。大分県下の小学校教員を務めた。太平洋戦争に出征し陸軍伍長で復員した。
組合運動に加わり、大分県教職員組合速見支部委員長、同教組副委員長、日本教職員組合中央執行委員、同副書記長などを務め、1952年（昭和27年）大分県労働組合総評議会委員長に就任した。
1952年（昭和27年）10月、第25回衆議院議員総選挙に大分県第2区から出馬して初当選。第26回総選挙では次点で落選。1955年（昭和30年）2月の第27回総選挙で再選。以後、第31回総選挙まで再選され、衆議院議員を通算6期務めた。この間、裁判官訴追委員、国土開発縦貫自動車道建設審議会委員、日本社会党政策審議会主査、同災害対策副委員長、同会計監査委員、同九州開発特別委員会事務局長、同政審財政金融副委員長、同党大分県連会長、同本部委員長などを務め、社会党の闘士・理論家として知られた。
政界引退後、学校法人佐藤学園（現学校法人別府大学）常任理事に就任して別府大学の経営に参画し、その他、日本文理大学理事、別府霊園理事なども務めた。

## 著作
- 『青い代議士の回想』小松幹、1984年。

## 脚註
1. 1 2 3 4 5 6 7 8 9 10  『大分県歴史人物事典』210頁。
2. 1 2 3 4 5 6 7 8 9 10  『新訂 政治家人名事典 明治～昭和』255頁。
3. 1 2 3 4 5 6 7 8 9 10  『議会制度百年史 - 衆議院議員名鑑』248頁。
4. ↑  『国政選挙総覧 1947-2016』376頁。
5. 1 2  『国政選挙総覧 1947-2016』377頁。
6. ↑  『国政選挙総覧 1947-2016』377-378頁。